# جائزة الشيخة منال للفنانين الشباب
جائزة الشيخة منال للفنانين الشباب هي مسابقة سنوية للفنون التشكيلية للفنانين الناشئين في دولة الإمارات العربية المتحدة، تحت رعاية منال بنت محمد بن راشد آل مكتوم، رئيسة مؤسسة دبي للمرأة ومؤسسة نادي دبي للسيدات، وزوجة منصور بن زايد آل نهيان نائب رئيس مجلس الوزراء وزير شؤون الرئاسة، الإمارات. انطلقت في عام 2006، ويبلغ إجمالي قيمة الجوائز 110 ألف دولار أمريكي، وتنقسم إلى أربع فئات رئيسية: الفنون الجميلة والتصوير الفوتوغرافي والوسائط المتعددة والتصميم.

## لجنة التحكيم
تُحكم الجائزة من قبل لجنة مختلفة من المتخصصين وكبار الفنانين كل عام. يتم اختيار 50 عملاً فنيًا من بين طلبات الدعوة المفتوحة عبر الإنترنت، يليها إعلان الفائزين في حفل توزيع الجوائز.
- 2006: حسن شريف، نجاة مكي، محمد كاظم، ويليام لوري، إيان ريدلينغهويز، مازن عصفور، نيلدا جيلدام.
- 2008: نجاة مكي، جاسم العوضي، نظيم شافي، باتريشيا ميلز، كيمبرلي لوند.
- 2009: لطيفة بنت مكتوم، سلوى المقدادي، جوديث جرير، جاسم العوضي.
- 2010: أنطونيا كارفر، جاك بيرسكيان، جاسم العوضي، سلطان سعود القاسمي، ويليام لوري.
- 2011: حور القاسمي، رامي فاروق، هالة خياط، باتريشيا ميلز.
- 2012: خليل عبد الواحد، رامي فاروق، ابتسام عبد العزيز، رامين صلصلي.
- 2013: أنطونيا كارفر، ميسا القاسمي، مرجان فرجان، وفاء حشر آل مكتوم.

## الفائزون
- 2006: سارة أيوب آغا، ناتالي بندريس، نهى حسن أسد علي حسين، منى العلي، روشني أرمناني.
- 2008: سارة عبد الرحمن سيفائي، نازانين إيراني، نادية حميدي، داروين جيفارا، راجي سالم الشريف.
- 2009: إيفان بول كوليسون، ريبيكا ريندل، نوال خوري، ميثاء هلال بن دميثان، زينب الحاج يحيى، نور عبد الله، عفراء هلال خليفةان بن ظاهر، عائشة صلاح الدين الجناحي، التماش أوروج.
- 2010: فاطمة محيي الدين، زارا محمود، محمد هشام هنداش، حمد الأنصاري، آية عطوي، ساهر شيخ، نيشاد محمد.
- 2011: وليد الواوي، أسماء بلحمر، روضة الغرير، عمر علي محمد، باسم إسكندر، جتشري بهادفية، رزان داود خلف، لانتيان شيه، دينا ستيفنز، أروى العبسي الجندي.
- 2012: سيف محيسن، أمل زينل الخاجة، ندى خالد العبدولي، علي أمينو مونجونو، أمنية العفيفي، رشا دقاق، باو نهات دينه نجوين، أروى رمضان، نرجس ديراني.
- 2013: سارة العقروبي، بحار البحر، ندى أبو شقرة، ميثاء عبد الله، محمد شعبانبور، فاطمة فيروز، حاتم حاتم، ناصر الزياني، سارة العقروبي، تيماء بيتارد، غابرييلا غوميز، سمر إدريس، بحار البحر.